# Familjepolitik
Familjepolitik, de politiska frågor som på något sätt berör bildande, fortbestånd, utökning och upplösning av familjer.
Inom västerländsk familjepolitik brukar de konkurrerande ståndpunkterna vara den konservativa, som förespråkar bestående, monogama kärnfamiljer och den liberala, som förespråkar individens frihet att själv välja en lämplig familjebildning.
Sverige för, jämfört med de flesta andra länder i världen, en liberal familjepolitik. Miljöpartiet och vänsterpartiet tillhör den liberala familjepolitiska falangen medan kristdemokraterna tillhör den konservativa.[källa behövs]

## Familjepolitiska frågor

### Abort
- Stamcellsforskning

### Barnomsorg
- Vårdnadsbidrag
- Föräldraalienation
- Förskola
- Föräldraledighet

### Beskattning
- Sambeskattning

### Familjeomsorg
- Socialtjänst
- LVU
- Familjehem
- Ungdomshem
- Särskilda ungdomshem

### Fördelningspolitik
- Barnbidrag
- Flerbarnstillägg
- Föräldraförsäkring
- Underhållsstöd

### HBTQ-frågor
- Samkönat äktenskap
- Samkönad adoption

### Kriminalitet
- LVU
- Förvanskande av familjeställning
- Bigami

### Migration
- Anhöriginvandring

### Sammanboende
- Sambolagen
- Registrerat partnerskap

### Skilsmässofrågor
- Skilsmässa
- Underhållsbidrag
- Vårdnadstvist
- Vårdnadsutredning
- Vårdnadshavare

### Äktenskapsfrågor
- Vigsel
- Familjerätt
- Månggifte